# Môi giới doanh nghiệp
Các nhà môi giới doanh nghiệp, còn được gọi là đại lý chuyển nhượng doanh nghiệp, hoặc trung gian, hỗ trợ người mua và người bán của các doanh nghiệp tư nhân trong quá trình mua và bán. Họ thường ước tính giá trị của doanh nghiệp; quảng cáo nó để bán có hoặc không tiết lộ danh tính của nó; xử lý các cuộc phỏng vấn, thảo luận và đàm phán với người mua tiềm năng; tạo điều kiện thuận lợi cho tiến trình điều tra thẩm định và thường hỗ trợ cho việc bán doanh nghiệp.
Mối quan hệ đại lý trong giao dịch sở hữu doanh nghiệp liên quan đến việc đại diện bởi một nhà môi giới doanh nghiệp (thay mặt cho một công ty môi giới) của người ủy thác bán hàng, cho dù người đó là người mua hay người bán. Người môi giới chính (và đại lý của anh ấy / cô ấy) sau đó trở thành đại lý của người ủy thác (khách hàng của nhà môi giới). Bên kia trong giao dịch, người không có mối quan hệ đại lý với nhà môi giới, là khách hàng của nhà môi giới.

## Mối quan hệ đại lý với khách hàng thuê dịch vụ và khách hàng
Theo truyền thống, nhà môi giới cung cấp một mối quan hệ môi giới đầy đủ dịch vụ, dựa trên hoa hồng theo thỏa thuận đã ký với người bán hoặc thỏa thuận "đại diện người mua" với người mua. Trong hầu hết các tiểu bang theo thông luật, điều này tạo ra mối quan hệ đại lý với nghĩa vụ ủy thác. Một số tiểu bang cũng có các đạo luật xác định và kiểm soát bản chất của đại diện và có các yêu cầu cấp phép môi giới doanh nghiệp cụ thể.
Mối quan hệ đại lý trong giao dịch sở hữu doanh nghiệp liên quan đến việc đại diện bởi một nhà môi giới doanh nghiệp (thay mặt cho một công ty môi giới) của người ủy thác bán hàng, cho dù người đó là người mua hay người bán. Người môi giới chính (và đại lý của anh ấy / cô ấy) sau đó trở thành đại lý của người ủy thác (là khách hàng của nhà môi giới). Bên kia trong giao dịch, người không có mối quan hệ đại lý với nhà môi giới, là khách hàng của nhà môi giới.

### Môi giới giao dịch
Ở một số tiểu bang Hoa Kỳ, các nhà môi giới doanh nghiệp hoạt động như các nhà môi giới giao dịch. Một nhà môi giới giao dịch đại diện cho cả hai bên không phải là một đại lý, nhưng hoạt động để tạo thuận lợi cho giao dịch và giao dịch với cả hai bên trên cùng một mức độ tin cậy.

### Đại lý kép hoặc giới hạn
Đại lý kép xảy ra khi một môi giới đại diện cho cả người bán và người mua theo thỏa thuận bằng văn bản. Luật pháp tiểu bang khác nhau và giải thích cơ quan kép khá khác nhau.
- Nếu luật pháp tiểu bang cho phép cùng một đại lý đại diện cho cả người mua và người bán trong một giao dịch, thì môi giới / đại lý thường được coi là một đại lý kép. Luật và quy tắc đặc biệt thường áp dụng cho các đại lý kép, đặc biệt là trong việc đàm phán giá cả.
- Ở một số tiểu bang của Hoa Kỳ (đặc biệt là Maryland [1]), đại lý kép có thể được thực hành trong các tình huống mà cùng một môi giới (nhưng không phải đại lý) đại diện cho cả người mua và người bán. Nếu một đại lý từ môi giới có một doanh nghiệp được liệt kê và một đại lý khác từ môi giới đó có thỏa thuận môi giới người mua với người mua muốn mua doanh nghiệp niêm yết, đại lý kép xảy ra bằng cách cho phép mỗi đại lý được chỉ định làm đại lý trực tuyến. Chỉ có chính người môi giới chính là đại lý kép.
- Một số tiểu bang cho phép một nhà môi giới và một đại lý đại diện cho cả hai bên của giao dịch là các đại lý kép. Trong những tình huống đó, xung đột lợi ích có nhiều khả năng xảy ra.

## Các loại dịch vụ mà một nhà môi giới doanh nghiệp có thể cung cấp
Dịch vụ môi giới rất khác nhau tùy thuộc vào thực tiễn và bộ kỹ năng của nhà môi giới. Các dịch vụ phổ biến nhất được cung cấp bởi một nhà môi giới cho khách hàng là:
- Hỗ trợ khách hàng trong việc thiết lập Giá trị MPSP Giá trị định giá bán có thể xảy ra nhất; các kỹ thuật được sử dụng bởi các nhà môi giới riêng lẻ có thể khác nhau rất nhiều trong quá trình này.
- Phân tích báo cáo thuế của một công ty trong tối đa 3 năm và chuẩn bị báo cáo lưu chuyển tiền mặt được điều chỉnh để người mua xem xét. Các nhà môi giới doanh nghiệp thường sử dụng Thu nhập tùy ý của người bán ("SDE") chứ không phải các khoản thu EBITDA.
- Xây dựng Bản ghi nhớ thông tin toàn diện về công ty; thông thường một tài liệu 15-30 trang phác thảo doanh nghiệp cho người mua tiềm năng.
- Tiến hành tìm kiếm người mua.
- Tiếp xúc với giới thiệu tiếp thị kinh doanh cho người mua tiềm năng.
- Người mua màn hình cho khả năng hoàn thành mua hàng.
- Phối hợp đàm phán và cung cấp tư vấn cấu trúc thỏa thuận.
- Cung cấp quản lý thỏa thuận tổng thể để hướng dẫn khách hàng trong toàn bộ quá trình.
- Giúp duy trì tính bảo mật của việc bán hàng.
- Tư vấn hàng giờ cho một khoản phí, dựa trên nhu cầu của khách hàng.

Có lẽ một trong những dịch vụ lớn nhất được cung cấp bởi các nhà môi giới là khả năng cho phép chủ sở hữu tập trung vào việc điều hành doanh nghiệp của họ trong quá trình bán hàng, có thể mất trung bình 6 tháng đến 12 tháng để hoàn thành.

## Chung
Bản thân người bán và người mua là hiệu trưởng trong việc bán hàng và các nhà môi giới doanh nghiệp (và đại lý của nhà môi giới chính) là đại lý của họ theo quy định của pháp luật. Tuy nhiên, mặc dù một nhà môi giới doanh nghiệp thường điền vào đề nghị mua mẫu, các đại lý thường không được ủy quyền để ký giấy mời mua hoặc các tài liệu chốt; các hiệu trưởng ký các tài liệu này. Các nhà môi giới doanh nghiệp tương ứng có thể bao gồm các công ty môi giới của họ trên hợp đồng làm đại lý cho mỗi hiệu trưởng.
Việc sử dụng một nhà môi giới doanh nghiệp không phải là một yêu cầu cho việc bán hoặc vận chuyển một doanh nghiệp hoặc để có được một doanh nghiệp nhỏ hoặc vay SBA từ một người cho vay. Tuy nhiên, một khi người môi giới được sử dụng, một luật sư ký quỹ đặc biệt đôi khi được gọi là luật sư giải quyết (rất giống với Chốt bất động sản trong thực tế) sẽ đảm bảo rằng tất cả các bên liên quan sẽ được thanh toán. Người cho vay thường có các yêu cầu đặc biệt đối với khoản vay liên quan đến kinh doanh hoặc SBA.
Thị trường được phục vụ bởi các nhà môi giới doanh nghiệp thường liên quan đến việc bán các doanh nghiệp có giá trị giao dịch dưới 10.000.000 đô la. Các công ty tư nhân lớn hơn được phân loại ở thị trường trung bình và sẽ sử dụng các công ty chuyên về sáp nhập và mua lại (M & A). Tuy nhiên, các nhà môi giới doanh nghiệp tham gia vào các hoạt động sáp nhập và mua lại khi liên quan đến một giao dịch giữa hai hoặc nhiều công ty nhỏ hơn. Các nhà môi giới doanh nghiệp và các công ty M & A thực hiện các hoạt động chồng chéo trong các thái cực của thị trường của họ. Những thái cực được gọi là thị trường chuyển tiếp hay transmarket.

## Môi giới doanh nghiệp và người bán

### Dịch vụ cung cấp cho người bán như khách hàng
Khi ký hợp đồng niêm yết với người bán muốn bán doanh nghiệp, người môi giới cố gắng kiếm tiền hoa hồng bằng cách tìm người mua cho doanh nghiệp của người bán với giá cao nhất có thể theo các điều khoản tốt nhất cho người bán. Để giúp thực hiện mục tiêu tìm kiếm người mua này, một nhà môi giới doanh nghiệp thường làm như sau:
- Đảm bảo tính bảo mật - các nhà môi giới đã thiết lập các hệ thống để bảo vệ tính bảo mật của một doanh nghiệp.
- Thẩm định giá - Hầu hết các chủ doanh nghiệp không biết doanh nghiệp của họ có giá trị gì. Định giá doanh nghiệp rất phức tạp. Hầu hết các nhà môi giới doanh nghiệp có kinh nghiệm đều có ít nhất một số khóa đào tạo chính thức về thẩm định kinh doanh và có thể giúp chủ doanh nghiệp hiểu giá trị thị trường của doanh nghiệp của họ, ít nhất là đủ để thiết lập giá chào bán.
- Kiến thức thị trường - Các nhà môi giới, kiếm sống bằng nghề bán hàng. Họ đang ở trong thị trường hàng ngày trò chuyện với người mua. Một nhà môi giới doanh nghiệp địa phương thường hiểu thị trường địa phương cũng như những gì một doanh nghiệp có giá trị.
- Tiết kiệm thời gian và căng thẳng
- Liệt kê doanh nghiệp để bán cho công chúng, thường xuyên nhất trên ít nhất một trong các trang web bán doanh nghiệp lớn, ngoài bất kỳ phương pháp nào khác.
- Dựa trên luật pháp ở một số tiểu bang, cung cấp cho người bán một mẫu tiết lộ điều kiện kinh doanh và các hình thức khác có thể cần thiết.
- Chuẩn bị các giấy tờ cần thiết mô tả doanh nghiệp để quảng cáo, tờ rơi, tour du lịch, v.v.
- Quảng cáo doanh nghiệp. Quảng cáo thường là chi phí bên ngoài lớn nhất trong việc niêm yết một doanh nghiệp.
- Là người liên hệ có sẵn để trả lời bất kỳ câu hỏi nào về doanh nghiệp và lên lịch hiển thị các cuộc hẹn
- Đảm bảo người mua được sàng lọc trước để họ có đủ điều kiện tài chính để mua doanh nghiệp; người mua càng có trình độ tài chính càng cao thì khả năng đóng cửa càng thành công.
- Đàm phán giá thay mặt người bán. Đại lý của người bán đóng vai trò là người ủy thác cho người bán. Bằng cách không bị ràng buộc về mặt cảm xúc với giao dịch, các nhà môi giới doanh nghiệp có thể đàm phán hiệu quả hơn thay mặt người bán. Điều này có thể liên quan đến việc chuẩn bị một đề nghị tiêu chuẩn để mua hợp đồng bằng cách điền vào chỗ trống trong mẫu hợp đồng.
- Đàm phán chuyển nhượng cho thuê cơ sở hoặc chuyển nhượng, đàm phán với các chủ nợ, hỗ trợ người mua trong việc có được tài chính.
- Trong một số trường hợp, giữ một khoản thanh toán nghiêm túc trong ký quỹ từ (các) người mua cho đến khi kết thúc. Ở nhiều tiểu bang, kết thúc là cuộc gặp gỡ giữa người mua và người bán nơi chuyển quyền sở hữu doanh nghiệp và tên doanh nghiệp được chuyển tải.

Các nhà môi giới doanh nghiệp thu hút người mua tiềm năng bằng nhiều cách khác nhau, bao gồm liệt kê chi tiết hạn chế của các doanh nghiệp có sẵn trên trang web của họ và quảng cáo trên các trang web bán doanh nghiệp lớn hơn. Chỉ trong những trường hợp hiếm hoi ngày nay, điều này mới mở rộng để in quảng cáo truyền thông. Các nhà môi giới cũng trực tiếp tiếp cận người mua và người bán tiềm năng để đánh giá lãi suất. Hầu hết các nhà môi giới doanh nghiệp được thành lập đều có một lượng lớn khách hàng tiềm năng được sàng lọc trước - hoặc biết về các chủ doanh nghiệp khác - những người đã xem xét các cơ hội khác thông qua nhà môi giới, nhưng họ vẫn đang tích cực tìm kiếm để mua một doanh nghiệp.

### Hợp đồng "niêm yết"
Mặc dù có thể có những cách kinh doanh khác, một nhà môi giới doanh nghiệp thường kiếm được hoa hồng sau khi người môi giới doanh nghiệp và người bán ký kết hợp đồng niêm yết và thực hiện các điều khoản đã thỏa thuận được quy định trong hợp đồng đó. Doanh nghiệp của người bán sau đó được liệt kê để bán, thường trên một hoặc nhiều trang web kinh doanh để bán, ngoài bất kỳ cách quảng cáo hoặc quảng cáo bán hàng nào khác của doanh nghiệp.
Ở hầu hết các vùng Bắc Mỹ, một thỏa thuận niêm yết hoặc hợp đồng giữa nhà môi giới và người bán phải bao gồm những điều sau đây:
- Ngày bắt đầu và ngày kết thúc của thỏa thuận
- Thù lao người môi giới

## Thù lao môi giới
Có ba hình thức trả thù lao cho người môi giới: hàng giờ, người lưu giữ và phí thành công (hoa hồng khi chốt). Một nhà môi giới có thể sử dụng bất kỳ một, hoặc kết hợp những điều này khi cung cấp dịch vụ. Hình thức bồi thường phổ biến nhất là hoa hồng phí thành công trong đó việc trả tiền hoa hồng cho người môi giới phụ thuộc vào việc tìm được người mua thỏa đáng cho doanh nghiệp, đàm phán thành công hợp đồng mua bán giữa người mua và người bán thỏa đáng hoặc giải quyết của giao dịch và trao đổi tiền giữa người mua và người bán. Giống như các ngân hàng đầu tư lớn thường tính phí một người giữ dịch vụ, nhiều nhà môi giới doanh nghiệp cũng bắt đầu chấp nhận thực hành này. Người giữ lại giúp trang trải chi phí trả trước mà nhà môi giới phải chịu để thực hiện các dịch vụ và thể hiện cam kết về phía khách hàng (người bán hoặc người mua) rằng họ nghiêm túc. Một số loại giao dịch M & A liên quan đến chứng khoán và có thể yêu cầu một bên trung gian phải là chứng khoán được cấp phép để được trả thù lao.
Ở Bắc Mỹ, hoa hồng phí thành công dao động từ 5% đến 12%. Thông thường, giao dịch càng nhỏ, hoa hồng càng lớn. Các doanh nghiệp "Phố chính", những doanh nghiệp có giá trị doanh nghiệp từ 100.000 đến 5.000.000 đô la có thể mong đợi hoa hồng trung bình từ 10-12%.
Người lưu giữ, khi bị tính phí từ mức thấp 2.500 đô la đến 25.000 đô la, thường liên quan đến quy mô và mức độ phức tạp dự kiến của giao dịch. Chúng thường không được hoàn lại, nhưng thường được khấu trừ nhất từ hoa hồng được trả khi đóng cửa. Hoa hồng được xác định giữa khách hàng (người bán hoặc người mua) thường được trả khi đóng cửa. Các giao dịch trên thị trường trung bình lớn hơn sử dụng thang đo Lehman hoặc Double Lehman.
Hoa hồng tiêu chuẩn có khả năng thấp hơn ở Vương quốc Anh (xem Công thức của Lehman). Hoa hồng có thể thương lượng giữa người bán và người môi giới. Hoa hồng cũng có thể được trả dưới dạng phí cố định hoặc một số kết hợp giữa phí và tỷ lệ phần trăm cố định, đặc biệt trong trường hợp doanh nghiệp có giá thấp hơn, doanh nghiệp có giá hàng triệu đô la hoặc tài sản kinh doanh bất thường khác. Các chi tiết được xác định bởi hợp đồng niêm yết.
Trong số tiền hoa hồng nhận được từ người bán, người môi giới thường sẽ trả bất kỳ chi phí nào phát sinh để thực hiện công việc cố gắng bán doanh nghiệp được liệt kê, như quảng cáo, v.v.
Tất cả thù lao cho một nhà môi giới được trả bởi một bên thứ ba phải được tiết lộ cho tất cả các bên.

## Cấp giấy phép môi giới doanh nghiệp
Ở Mỹ, việc cấp phép cho các nhà môi giới doanh nghiệp khác nhau tùy theo tiểu bang, với một số tiểu bang yêu cầu giấy phép, một số thì không; và một số yêu cầu giấy phép nếu người môi giới được ủy quyền nhưng không yêu cầu giấy phép nếu người môi giới làm việc trên cơ sở phí hàng giờ. Các quy tắc của tiểu bang cũng khác nhau về việc công nhận những người được cấp phép trên các dòng trạng thái, đặc biệt là đối với các loại hình kinh doanh giữa các tiểu bang như nhượng quyền thương mại quốc gia. Một số tiểu bang, như California, yêu cầu giấy phép môi giới hoặc giấy phép luật để thậm chí tư vấn cho chủ doanh nghiệp về các vấn đề bán hàng, điều khoản bán hàng hoặc giới thiệu người mua cho người bán với một khoản phí. Tất cả các tỉnh của Canada ngoại trừ Alberta, yêu cầu giấy phép bất động sản để bắt đầu sự nghiệp. Theo hội thảo hội nghị IBBA năm 2000, ít nhất 13 tiểu bang yêu cầu các nhà môi giới doanh nghiệp phải có giấy phép bất động sản. Các tiểu bang sau đây yêu cầu giấy phép hành nghề môi giới doanh nghiệp: Arizona, California, Colorado, Florida, Georgia, Idaho, Illinois (chỉ đăng ký), Minnesota, Nebraska, Nevada, Oregon (chỉ khi chuyển nhượng bất động sản là một phần của giao dịch), Đảo Rhode, Nam Dakota, Utah, Wisconsin và bang Utah.
Một số loại giao dịch M & A liên quan đến chứng khoán và có thể yêu cầu những "người trung gian" này phải là chứng khoán được cấp phép để được trả thù lao.

## Hiệp hội môi giới doanh nghiệp (Hoa Kỳ)
Các nhà môi giới doanh nghiệp có một số Hiệp hội quốc gia, khu vực và địa phương tại Hoa Kỳ cung cấp giáo dục, hội nghị quy định và hàng năm cho các thành viên của mình. Một trong những lớn nhất là IBBA có hơn 500 thành viên môi giới doanh nghiệp trên khắp Hoa Kỳ.